# Krzysztof Marchelek
Krzysztof Marchelek (ur. 8 maja 1938 w Śremie) – prof. zw. dr hab. inż., doktor honoris causa Politechniki Poznańskiej i Politechniki Szczecińskiej, polski naukowiec specjalizujący się w problematyce dynamiki obrabiarek i procesów obróbki skrawaniem. Twórca polskiej szkoły naukowej dynamiki obrabiarek. Wykładowca na Politechnice Szczecińskiej, członek Komitetu Budowy Maszyn PAN, Komisji Badań na Rzecz Rozwoju Gospodarki MNiSW oraz Zespołu Roboczego do Spraw Produkcji Materialnej (ZR-8) MNISW. Pracownik Centrum Badawczo-Konstrukcyjnego Obrabiarek w Pruszkowie. Uhonorowany odznaczeniami: Krzyżami Kawalerskim i Oficerskim(1998) Orderu Odrodzenia Polski, Złotym Krzyżem Zasługi oraz Medalem Komisji Edukacji Narodowej.
Krzysztof Marchelek był pracownikiem Politechniki Szczecińskiej, a obecnie jest pracownikiem ZUT (po połączeniu się z Akademią Rolniczą Politechnika Szczecińska funkcjonuje pod nazwą Zachodniopomorski Uniwersytet Technologiczny, w skrócie ZUT), z uczelnią tą jest związany od czasów studiów. Współpracuje również z innymi Polskimi i zagranicznymi uczelniami: krakowską Akademią Górniczo-Hutniczą, TH Bielefeld, TU Chemnitz, Politechniką Gdańską, TU Hannover, Politechniką Koszalińską, Politechniką Poznańską, Politechniką Rzeszowską, Politechniką Śląską (Gliwice), Virginia Polytechnic Institute and State University, Politechniką Warszawską oraz Politechniką Wrocławską. Dodatkowo realizuje projekty dla przemysłu oraz uczestniczył w piętnastu projektach realizowanych przez Komitet Badań Naukowych. Od 2004 roku znajduje się w jego składzie.

## Kariera zawodowa
W 1960 roku Krzysztof Marchelek z wyróżnieniem ukończył studia na wydziale Budowy Maszyn (obecna nazwa Wydział Inżynierii Mechanicznej i Mechatroniki) Politechniki Szczecińskiej. Następnie podjął pracę jako asystent, a od 1961 starszy asystent naukowy na katedrze Obrabiarek, Obróbki Skrawaniem i Technologii Budowy Maszyn (wydział Budowy Maszyn Politechniki Szczecińskiej) u boku profesorów Jerzego Dmochowskiego i Wiesława Olszaka. W 1964 obronił doktorat na Politechnice Warszawskiej (wydział Mechaniczno-Technologiczny) rozprawą Analiza czynników wpływających na drgania skrętne układu napędowego frezarki poziomej przy frezowaniu obwodowym, w związku z czym otrzymał awans na stanowisko adiunkta. W 1968 roku został doktorem habilitowanym po obronie pracy Teoretyczne podstawy dynamicznych obliczeń napędów głównych frezarek. Od 1970 pełnił funkcję docenta, a od 1976 był profesorem nadzwyczajnym Politechniki Szczecińskiej. W 1989 roku został mu nadany tytuł profesora zwyczajnego.
10 stycznia 2007 nadano mu tytuł doktora honoris causa Politechniki Poznańskiej i tym sposobem został dwudziestą siódmą osobą uhonorowaną w tym tytułem przez uczelnię.

## Publikacje
Krzysztof Marchelek jest autorem dwóch monografii oraz ponad dwustu artykułów i referatów zaprezentowanych na łamach czasopism, kongresów i konferencji m.in.:
1. Teoretyczne podstawy dynamicznych obliczeń napędów głównych frezarek (1968)
2. Dynamika obrabiarek (wydanie pierwsze 1974, wydanie drugie zmienione 1991)
3. Publikacje dla czasopism: Advances in Manufacturing Science and Technology, Archives of Machanical Technology and Automation, Journal of Vibration and Control[6], Machine Dynamics Problems, Machine Tools and Manufacturing, Mechanik, Przegląd Mechaniczny, Theoretical and Applied Mechanics oraz Transaction of the ASME.

Dodatkowo wśród wyżej wymienionych czasopism Krzysztof Marchelek pełni funkcje redaktorskie. Jest w składzie editorial board czasopisma Journal of Vibration and Control, komitetu naukowego pisma Machine Dynamics Problems oraz radzie programowej Mechanika.